# Traverso Point
Der Traverso Point (englisch; spanisch Punta Traverso) ist eine Landspitze an der Nordostküste von Tower Island im Palmer-Archipel vor der Westküste der Antarktischen Halbinsel. Sie bildet die südöstliche Begrenzung der Einfahrt zur Ploski Cove.
Die Benennung geht auf argentinische Wissenschaftler zurück. Der weitere Benennungshintergrund ist nicht überliefert.